# Сосновий Дмитро Григорович
Дмитро́ Григо́рович Сосновий (20 червня 1923 Старий Орлик, Кобеляцький район — 25 листопада 1995, Івано-Франківськ) — український архітектор, 1978 — заслужений архітектор УРСР.

## Життєпис
Дмитро Сосновий народився 20 червня 1923 року в селі Старому Орлику Полтавської області в родині Григорія та Марії (до шлюбу Гречик).
По закінченні школи, у 18 років пішов служити в Радянську армію. Служив від лютого 1941-го до липня 1946 року. Брав участь у боях з визволення Одеси, Молдавії, Румунії, Болгарії. Серед бойових нагород — медаль «За відвагу».
1946 року вступив до Одеського інженерно-будівельного інституту, який закінчив у 1951 році. 29 квітня 1949 року одружився з Тетяною Мисюрою.
По закінченні інституту Дмитра Соснового направили до Владивостока, працювати в «Дальноморпроєкті». Там він обіймав посади старшого архітектора, а потім головного інженера. Повернувся до Одеси й від грудня 1954-го до червня 1955 року працював архітектором у «Чорноморпроєкті».
1955 року Дмитра Соснового запросили на посаду головного архітектора Станіславова (тепер Івано-Франківськ). Від лютого 1957 року до виходу на пенсію в 1983-му працював головним архітектором Івано-Франківської області.
Лауреат Шевченківської премії 1982 року — в авторській групі — «за використання мотивів народної творчості при створенні приміщення музично-драматичного театру ім. І. Я. Франка в м. Івано-Франківську». Особисто виконував певні креслення для будівництва Івано-Франківського українського музично-драматичного театру. Виконання будівельних робіт здійснювали художник В. О. Шевчук та колектив народних майстрів: Д. І. Грабар, В. П. Данилюк, B.В. Корпанюк, П. Д. Косович та І. Д. Косович, В. М. Лукашко, М. Д. Мареф, A.С. Овчар, В. І. Сокальський, С. Ф. Сондюк, В. Д. Свободян, О. І. Турецька, І. С. Ткачек.
Помер 25 листопада 1995 року в Івано-Франківську.
В Івано-Франківську на вшанування його пам'яті встановлено меморіальну дошку на фасаді будинку № 24 на вулиці Богдана Лепкого.

## Споруди
Дмитро Сосновий був автором та співавтором таких об'єктів:
- 1965 — дитячий садок, Надвірна,
- 1981 — музично-драматичний театр, Івано-Франківськ,
- 1983 — комплекс деревообробного комбінату, Івано-Франківськ,